# Platanístia
Platanístia (grec moderne : Πλατανίστεια) est un village de Chypre de plus de 45 habitants.